# Universíada de Inverno de 1960
A I Universíada de Inverno aconteceu em Villars, Suíça de 28 de fevereiro à 6 de março de 1960.

## Modalidades
| - Combinado nórdico (1) - Esqui alpino (7) - Esqui nórdico (2) | - Salto de esqui (1) - Patinação artística (2) |

## Quadro de medalhas
O quadro de medalhas é uma lista que classifica as Federações Nacionais de Esportes Universitários (NUSF) de acordo com o número de medalhas conquistadas. As medalhas foram conquistadas por 10 países. O país em destaque é o anfitrião.
| Ordem                                     | País                | Medalha de ouro | Medalha de prata | Medalha de bronze |   |
| ----------------------------------------- | ------------------- | --------------- | ---------------- | ----------------- | - |
| 1                                         | FRA França          | 4               | 2                | 1                 | 7 |
| 2                                         | URS União Soviética | 3               | 1                | 1                 | 5 |
| 3                                         | TCH Checoslováquia  | 2               | 5                |                   | 7 |
| 4                                         | AUT Áustria         | 2               | 2                | 4                 | 8 |
| 5                                         | SUI Suíça           | 2               | 1                | 1                 | 4 |
| 6                                         | ITA Itália          |                 | 1                | 1                 | 2 |
| 7                                         | JPN Japão           |                 | 1                |                   | 1 |
| 8                                         | YUG Iugoslávia      |                 |                  | 2                 | 2 |
|                                           | POL Polônia         |                 |                  | 2                 | 2 |
| 10                                        | HUN Hungria         |                 |                  | 1                 | 1 |
| Nenhum país lusófono conquistou medalhas. |                     |                 |                  |                   |   |